# Trip
Trip – debiutancki album studyjny polskiej piosenkarki Patricii Kazadi, wydany 14 maja 2013 przez wytwórnię EMI Music Poland. Album składa się z dwunastu kompozycji, z których większość napisała sama wykonawczyni. Płyta jest podzielona na część angielskojęzyczną, z tekstami Patricii Kazadi i polskojęzyczną, do której teksty napisali m.in. Andrzej Piaseczny i Karolina Kozak.
Album odnosi się do podróży, którą Kazadi odbyła po świecie w latach 2011–2013, lecz główną inspiracją do jego stworzenia była jej podróż do Indonezji. Materiał na płytę był nagrywany m.in. w Warszawie, Poznaniu, Los Angeles, Paryżu i Zurychu.
Płytę promowały cztery single: „Hałas”, „Wanna Feel You Now” w duecie z Mattem Pokorą, „Przerywam sen” oraz „Live a Little”.

## Lista utworów
Opracowane na podstawie materiału źródłowego.
1. „Hałas” (remix) – 3:25
2. „My Oh My” – 3:45
3. „Wanna Feel You Now” (gośc. Matt Pokora) – 3:06
4. „Shake the World” – 2:21
5. „Knock Knock” – 3:32
6. „Przerywam sen” – 3:25
7. „In My Car” – 3:24
8. „Live a Little” – 2:29
9. „Say Yeah” – 3:33
10. „Więcej ciepła” – 3:24
11. „Nie tak po prostu” – 4:00
12. „Zabraknie” – 3:49

Całkowita długość: 40:13